# 奇維塔卡斯泰拉納戰役
奇維塔卡斯泰拉納戰役發生於1798年12月5日，是第二次反法同盟在義大利戰區的一場戰役，由卡爾·馬克·馮·萊貝里希率領的聯軍試圖阻止法軍對那不勒斯的入侵。
卡爾·馬克將軍錯誤的決定，讓聯軍被人數遠少於他們的法軍擊潰。此戰後，法軍進入那不勒斯。